# Edmund Michael
Edmund August Michael (ur. 30 lipca 1849 w Neusalza-Spremberg, zm. 23 października 1920 w Auerbach/Vogtl.) – niemiecki nauczyciel i mykolog.
Edmund Michael urodził się w Łużycach, w Friedersdorfie (obecnie jest to dzielnica Neusalza-Spremberg). Był starszym nauczycielem w szkole rolniczej w Auerbach/Vogtl. Mykologia była jego hobby. W 1895 roku po raz pierwszy opublikował dla hobbystów-grzybiarzy 3-tomowy przewodnik z ilustracjami malarza Albina Schmalfußa z Lipska. Jeszcze za życia E. Michaela był on wznawiany 6 razy i uczynił go znanym mykologiem amatorem.
Opisał nowe gatunki grzybów. W naukowych nazwach utworzonych przez niego taksonów dodawane jest jego nazwisko Michael.